# Trofimiana
Trofimiana (łac. Diocesis Trofimianensis) – stolica historycznej diecezji we Cesarstwie rzymskim w prowincji Byzacena, współcześnie w Tunezji. Obecnie katolickie biskupstwo tytularne.

## Biskupi
| Lp. | Biskup                 | Funkcja                                       | Od                   | Do               |
| --- | ---------------------- | --------------------------------------------- | -------------------- | ---------------- |
| 1   | Jaime Garcia Goulart   | emerytowany biskup Díli (Timor Wschodni)      | 31 stycznia 1967     | 21 stycznia 1971 |
| 2   | Emiliano Madangeng     | wikariusz apostolski Baguio (Filipiny)        | 24 kwietnia 1971     | 6 maja 1997      |
| 3   | Leon Dubrawski         | biskup pomocniczy kamieniecki (Ukraina)       | 7 kwietnia 1998      | 4 maja 2002      |
| 4   | Robert Harris          | biskup pomocniczy Sault Sainte Marie (Kanada) | 26 października 2002 | 8 maja 2007      |
| 5   | Pierre Nguyễn Văn Khảm | biskup pomocniczy Ho Chi Minh (Wietnam)       | 15 października 2008 | 26 lipca 2014    |
| 6   | Joseph Brennan         | biskup pomocniczy Los Angeles (USA)           | 21 lipca 2015        | 5 marca 2019     |
| 7   | Bernard Laloo          | biskup pomocniczy Shillong (Indie)            | 8 lutego 2025        |                  |